# Конски дол
Конски дол или Конското планнище е резерват в планината Родопи, България.

## Статут
Основан със заповед №2079 от 24.07.1962 г.
На 2 август 1986 година Главно управление гори обявява за резерват запазените букови и смърчови насаждения в местността „Пърдиконски дол“, държавна гора Дикчан, с площ 32 хектара. „Пърдиконски дол“ представлява смърчова и букова, запазена от вмешателството на човека, гора на възраст 260 години с височина на отделни дървета над 40 m.

## Местоположение
Разположен е в рид Дъбраш в Западните Родопи на север от селата Кочан, Ваклиново и Осина, на територията на ДДС „Дикчан“, от южната страна на горския път между Сатовча и Сърница. От всички страни граничи с площи горски фонд. Изчислена на базата на изработения нов цифров модел, площта на поддържания резерват е 34,7 хектара. Теренът на природен резерват „Конски дол“ е с изключително стръмен характер – от 30 до 36 градуса. Най-високата му точка е 1265 m надморска височина, а най-ниската – 965 m. Изложението на терена е източно и югоизточно.

## Климат
Резерватът Конски дол попада в Преходно-средиземноморска климатична област, район Западни Родопи, с подчертано планинско влияние във високите части. Климатът се характеризира с по-ниски летни температури и по-обилни валежи. Средната годишна температура на въздуха е 7 – 10 °C, а през зимата се образуват температурни инверсии. Преобладават есенно-зимните и пролетно-летните валежи. Средната годишна валежна сума е 750 – 800 l/m2. Снежната покривка се задържа от декември до март. Слънчевите дни в годината са над 92, дните с мъгла са средногодишно 21, а вегетационният период е около 7 месеца.

## Флора
Ландшафтът е горски, иглолистен, залесената площ е 100% и включва смесени елово-смърчови-букови гори. Основните дървесни видове са обикновен смърч, ела и бук. Средната възраст на дърветата е от 180 до 240 години, средната им височина е 35 – 40 метра, а единични видове достигат до 54 метра. Средният диаметър на дърветата е 40 – 50 cm.
За територията на „Конски дол“ са установени общо 83 растителни вида. Видовете са разпределени в 70 рода, принадлежащи към 33 семейства. С най-много представители е семейство „Asteraceae“ (Сложноцветни) – 8 вида, следвано от, семействата „Poaceae“ (Житни) – 7 вида и „Rosaceae“ (Розови) – 6 вида. Природните условия в „Конски дол“ обуславят наличие главно на европейски и бореални флорни елементи. Общо установените групи геоелементи са 17. От тях преобладават бореалните с 16 вида и суббореалните с 11 вида, следвани от европейските. В „Конски дол“ са установени 9 растителни вида с природозащитен статус. От включените в Червената книга на България за „Конски дол“ са установени 2 вида, с категория „рядък“. От Приложение 3 на Закона за биологичното разнообразие присъства 1 вид, а от Приложение 4 се срещат 2 вида, представени на територията на резервата. За територията на „Конски дол“ са установени 4 растителни вида – балкански ендемити и един български ендемит. Икономически ценните видове са сравнително ограничен брой. Тук се включват главно традиционни лечебни растения и горскоплодни видове.
Предмет на специални мерки на опазване и защита са всички видове с утвърден природозащитен статус, като родопското крайснежно звънче (Soldanella rhodopaea F.K.Mey) и родопската горска майка (Lathrea rhodopea Dingl.).
На територията на резервата се срещат 41 вида лечебни растения, принадлежащи към 25 семейства. Под режим на опазване и регулирано ползване от природата са два вида – петров кръст и лечебна иглика. Популациите на лечебните видове са в стабилно състояние и нормално за типа местообитание обилие.

## Фауна
Общо в резервата са установени 103 вида гръбначни животни, в това число – земноводни – 2 вида, влечуги – 5 вида, птици – 63 вида и бозайници – 33 вида. Безгръбначните се нуждаят от допълнителни изследвания, но са констатирани два консервационно значими вида – алпийска розалия и червена горска мравка. Така общо в резервата са намерени 6 вида реликти; 77 вида са защитени по Закона за биологичното разнообразие; 16 вида са включени в Червена книга на България, 9 вида застрашени в световен мащаб; 28 вида застрашени в европейски мащаб – включени в европейските Директиви за птиците и за местообитанията; 92 вида са включени в различни приложения на Бернската конвенция; 26 вида са включени в Бонската конвенция; 14 вида са в CITES; 28 вида са в Emerald.
В рекичките в резервата се среща пъстърва и черна мряна. Представители на семейство птици са Черен щъркел (Ciconia nigra), Осояд (Pernis apivorus), Лещарка (Tetrastes bonasia), Глухар (Tetrao urogallus), Горски бекас (Scolopax rusticola), Гълъб хралупар (Columba oenas), Сив кълвач (Picus canus), Черен кълвач (Dryocopus martius), Пернатонога кукумявка (Aegolius funereus), Врабчова кукумявка (Glaucidium passerinum). Типични представители на Бозайниците са Прилепи (разред Chiroptera), Лешников сънливец (Muscardinus avellanarius), Сърна (Capreolus capreolus), Благороден елен(Cervus elaphus), Мечка (Ursus arctos), Дива котка (Felis silvestris), Вълк (Canis lupus), Златка (Martes martes).